# Línea 51 (Buenos Aires)
La Línea 51 es una línea de colectivos del Área Metropolitana de Buenos Aires. Une la Estación Constitución con los partidos de Almirante Brown, Brandsen, Cañuelas, Ezeiza y San Vicente.

## Recorridos

### Ramales comunes
- Constitución - Brandsen
- Constitución - Domselaar
- Constitución - Alejandro Korn
- Constitución - Cañuelas
- Constitución - Canning
- Constitución - Aeropuerto de Ezeiza

### Fraccionamientos
- Ramal a Cañuelas: COTO Temperley, Rotonda Firestone (Llavallol), Monte Grande, Ezeiza, Máximo Paz.
- Ramal a Domselaar/Brandsen: COTO Temperley, Rotonda de los Pinos (Burzaco), Glew, Alejandro Korn, Ruta 6.

Esporádicamente al regreso de ambos ramales se realizan fraccionamientos hasta el hipermercado COTO de Temperley, Lomas de Zamora o Lanús (Puente Arenas).

### Ramales "expreso"
- Constitución - Estación Cañuelas (por Autopista 25 de Mayo y RN 205)[2][3] Servicios de lunes a sábados

- Constitución - Country Malibú - Canning - San Vicente (por Autopista 25 de Mayo y RP 58)[4] Servicios de lunes a domingos

### Ramales suprimidos por DOTA
- Constitución - General Belgrano
- Constitución - Aeropuerto x 205
- Constitución - Rafael Calzada
- Liniers - Cañuelas (1 día en servicio)

## Historia
La línea originalmente pertenecía, junto con las líneas 54, 154, 186, 200 y 561 al Expreso Cañuelas. Por deficiencias en el servicio (sumadas a los problemas económicos que atravesaba la empresa), el 18 de enero de 2001 Expreso Cañuelas terminó en quiebra y caducaron las líneas.
La línea 51 -junto con la 154- fue entregada a la Empresa San Vicente, mientras que la 186 no fue remplazada por otra prestataria, quedando así descontinuada. En 2015 fue vendida la misma San Vicente, entregando sus líneas al consorcio formado por las empresas DOTA, Autobuses Santa Fe y Expreso Esteban Echeverría. Tras el cambio de mando, diversos ramales fueron eliminados y las frecuencias de la línea, reducidas.

## Mapa esquemático
A continuación, se muestra el recorrido de los servicios expresos (en rojo) y comunes (en azul), indicando calles principales y estaciones de tren que atraviesan.
| BAHN | KDSTa | SUBWAY |

| STR+l | ABZlr | uSTR+r |

| STR |  | uBHF |

| HST |  | uSTR |

| BHF |  | uSTR |

| STR |  | uHST |

| STR+GRZq | GRZq | uSTR+GRZq |

| STR |  | uBHF |

| BHF |  | uSTR |

| STR |  | uHST |

| STR |  | uHST |

| STR |  | uHST |

| STR |  | uHST |

| BHF | uSTR+l | uABZgr |

| STR | uSTR | uHST |

| STR | uBHF | uSTR |

| BHF | uSTR | uSTR |

| STR | uDST | uDST |

| STR | uHST | uSTR |

|  | ABZgl+l | ABZr+r | uDST | BAHN |

| BHF | STR | uSTR |

| STR | BHF | uSTR |

| BAHN | DST | STR | uSTR |  |

|  | STR | STR | uDST | BAHN |

| HST | STR | uSTR |

| HST | STR | uSTR |

| HST | STR | uSTR |

| lDAMPF | DST | STR | uSTR |  |

| HST | STR | uSTR |

| HST | STR | uSTR |

| HST | STR | uSTR |

| HST | STR | uSTR |

| STR | BHF | uSTR |

| HST | STR | uSTR |

| STR | BHF | uSTR |

| STR | KDSTe | uSTR |

| lDAMPF | KDSTe |  | uSTR |  |

|  |  |  | uKDSTe | lDAMPF |